# Вербовський Роман Романович
Роман Романович Вербовський (нар. 25 квітня 1963 — пом. 200?) — радянський та український футболіст, виступав на позиції нападника.

## Життєпис
Футбольну кар'єру розпочав у 1981 році в складі чернівецької  «Буковини», за яку виступав до завершення сезону 1984 року. За цей час у Другій лізі СРСР зіграв 142 матчі та відзначився 18-а голами. У 1982 році став з чернівецькою командою переможцем чемпіонату УРСР.
Про подальшу кар'єру Романа відомо небагато. У 1989 році він виступав за аматорський клуб «Гравітон» (Чернівці), у 1997 році — за «Калинівський ринок» (Чернівці), а наступного року — за «Колос» (Лужани). Помер на початку 2000-х років.

## Досягнення
- Чемпіонат УРСР
  -  Чемпіон (1): 1982